# Eutrapela transducens
Eutrapela transducens là một loài bướm đêm trong họ Geometridae.